# STARLIGHT HARBOR
『SUNSTAR STARLIGHT HARBOUR』（サンスタースターライトハーバー）は、FMヨコハマとFM802で、2021年4月 から2024年3月まで放送されていたラジオ番組。サンスターの1社提供。

## 概要
前番組『MIDNIGHT HARBOUR』から全面リニューアルした番組。パーソナリティは前番組から引き続き酒巻光宏が出演。2021年10月以降は神尾晋一郎を新たに加えて週替わりで出演することになり、新体制としてスタート。
オープニング、エンディング曲は前番組に引き続き妹尾武が担当。また、前番組からの流れで、提供クレジットのアナウンスは、FM802の場合はすべて女性の声で英語だが、FMヨコハマの場合は、酒巻（神尾）自身が行っている。
2022年9月30日の放送で前番組を含めて通算3000回を達成した。
2024年3月29日をもって番組終了。前番組を含めると13年間放送された。
X（旧Twitter）の番組公式ハッシュタグは『#スターライトハーバー』。

## 放送時間
| 放送局     | 放送対象地域 | 放送期間              | 放送時間                  |
| ---------- | ------------ | --------------------- | ------------------------- |
| FMヨコハマ | 神奈川県     | 2021年4月 - 2024年3月 | 月曜 - 金曜 21:50 - 22:00 |
| FM802      | 大阪府       | 2021年4月 - 2024年3月 | 月曜 - 金曜 23:48 - 23:58 |

## パーソナリティ
- 酒巻光宏
- 神尾晋一郎（2021年10月 - ）[要出典]

## ゲスト
- はな（2022年9月30日）
- 石川舜一郎（2022年9月30日）

## 放送内容
放送内容は放送する曜日によって以下のように決まっている。また、公式ホームページには放送日に流した楽曲が掲載される。
- 月曜日 - 健康
- 火曜日 - 名言
- 水曜日 - 日本文化
- 木曜日 - 名曲
- 金曜日 - 最新映画